# Аржентина Оупън
Аржентина Оупън (на английски: Argentina Open)  е ежегоден турнир по тенис за мъже, провеждан през месец февруари в Буенос Айрес, Аржентина. Той е част от Международната серия на АТП. Мачовете се играят на корта на Буенос Айрес Лоун Тенис Клуб, в североизточния квартал Палермо. Кортът е с клей настилка и има капацитет от 5500 зрители.
Турнирът е кръстен на главния си спонсор – мексиканската телекомуникационна компания Телмекс (Teléfonos de México S.A.B. de C.V.). Предишните имена на турнира са Открито първенство на Южна Америка (South American Open) и Копа AT&T (Copa AT&T).
Рекордьори към 2019 г. по спечелени титли са - Карлос Моя и Давид Ферер – по три.

## 2007
През 2007 г. сингъл турнирът на Копа Телмекс е един от единадесетте турнира от АТП Тур, които експериментално се провеждат с групова фаза на принципа всеки срещу всеки. Т. нар. хибриден формат с 32-ма играча, по който се играе турнирът е следният: 16 квалификанта играят директни елиминации, за да определят осем тенисиста, които да се присъединят към 16-те поставени в основната схема. Тези 24 играча се разпределят в осем групи. Победителят от всяка група се класира за четвъртфиналите, които се играят на традиционния елиминационен принцип.
Турнирът в Лас Вегас, който в календара на АТП е веднага след Копа Телмекс и също е част от гореспоменатия експеримент, предизвиква много спорове и дискусии и отговорните лица в АТП взимат решение да преустановят експеримента.

## Финали

### Сингъл
| Година        | Шампион                         | Финалист                        | Резултат                                      |
| ------------- | ------------------------------- | ------------------------------- | --------------------------------------------- |
| 2025          | Жоао Фонсека                    | Франсиско Серундоло             | 6 – 4, 7 – 6(7–1)                             |
| 2024          | Факундо Диас Акоста             | Николас Джари                   | 6 – 3, 6 – 4                                  |
| 2023          | Карлос Алкарас                  | Камерън Нори                    | 6 – 3, 7 – 5                                  |
| 2022          | Каспер Рууд                     | Диего Шварцман                  | 5 – 7, 6 – 2, 6 – 3                           |
| 2021          | Диего Шварцман                  | Франсиско Серундоло             | 6 – 1, 6 – 2                                  |
| 2020          | Каспер Рууд                     | Педро Соуса                     | 6 – 1, 6 – 4                                  |
| 2019          | Марко Чекинато                  | Диего Шварцман                  | 6 – 1, 6 – 2                                  |
| 2018          | Доминик Тийм                    | Аляж Бедене                     | 6 – 2, 6 – 4                                  |
| 2017          | Александър Долгополов           | Кей Нишикори                    | 7 – 6(7–4), 6 – 4                             |
| 2016          | Доминик Тийм                    | Николас Алмагро                 | 7 – 6(7–2), 3 – 6, 7 – 6(7–4)                 |
| 2015          | Рафаел Надал                    | Хуан Монако                     | 6 – 4, 6 – 1                                  |
| 2014          | Давид Ферер                     | Фабио Фонини                    | 6 – 4, 6 – 3                                  |
| 2013          | Давид Ферер                     | Станислас Вавринка              | 6 – 4, 3 – 6, 6 – 1                           |
| 2012          | Давид Ферер                     | Николас Алмагро                 | 4 – 6, 6 – 3, 6 – 2                           |
| 2011          | Николас Алмагро                 | Хуан Игнасио Чела               | 6 – 3, 3 – 6, 6 – 4                           |
| 2010          | Хуан Карлос Фереро              | Давид Ферер                     | 5 – 7, 6 – 4, 6 – 3                           |
| 2009          | Томи Робредо                    | Хуан Монако                     | 7 – 5, 2 – 6, 7 – 6(7–5)                      |
| 2008          | Давид Налбандиян                | Хосе Акасусо                    | 3 – 6, 7 – 6(7–5), 6 – 4                      |
| 2007          | Хуан Монако                     | Алесио ди Мауро                 | 6 – 1, 6 – 2                                  |
| 2006          | Карлос Моя                      | Филипо Воландри                 | 7 – 6(8–6), 6 – 4                             |
| 2005          | Гастон Гаудио                   | Мариано Пуерта                  | 6 – 4, 6 – 4                                  |
| 2004          | Гилермо Кория                   | Карлос Моя                      | 6 – 4, 6 – 1                                  |
| 2003          | Карлос Моя                      | Гилермо Кория                   | 6 – 3, 4 – 6, 6 – 4                           |
| 2002          | Николас Масу                    | Агустин Калери                  | 2 – 6, 7 – 6(7–5), 6 – 2                      |
| 2001          | Густаво Куертен                 | Хосе Акасусо                    | 6 – 1, 6 – 3                                  |
| 2000          | Турнирът на се провежда         | Турнирът на се провежда         | Турнирът на се провежда                       |
| 1999          | Турнирът на се провежда         | Турнирът на се провежда         | Турнирът на се провежда                       |
| 1998          | Турнирът на се провежда         | Турнирът на се провежда         | Турнирът на се провежда                       |
| 1997          | Турнирът на се провежда         | Турнирът на се провежда         | Турнирът на се провежда                       |
| 1996          | Турнирът на се провежда         | Турнирът на се провежда         | Турнирът на се провежда                       |
| 1995          | Карлос Моя                      | Феликс Мантиля                  | 6 – 0, 6 – 3                                  |
| 1994          | Алекс Кореча                    | Хавиер Франа                    | 6 – 3, 5 – 7, 7 – 6(7–3)                      |
| 1993          | Карлос Коста                    | Алберто Берасатеги              | 3 – 6, 6 – 1, 6 – 4                           |
| 1992          | Турнирът на се провежда         | Турнирът на се провежда         | Турнирът на се провежда                       |
| 1991          | Турнирът на се провежда         | Турнирът на се провежда         | Турнирът на се провежда                       |
| 1990          | Турнирът на се провежда         | Турнирът на се провежда         | Турнирът на се провежда                       |
| 1989          | Турнирът на се провежда         | Турнирът на се провежда         | Турнирът на се провежда                       |
| 1988          | Хавиер Санчес                   | Гилермо Перес Ролдан            | 6 – 2, 7 – 6                                  |
| 1987          | Гилермо Перес Ролдан            | Джей Бергер                     | 3 – 2, отказва се                             |
| 1986          | Джей Бергер                     | Франко Давин                    | 6 – 3, 6 – 3                                  |
| 1985          | Мартин Хайте                    | Диего Перес                     | 6 – 4, 6 – 2                                  |
| 1984          | Турнирът на се провежда         | Турнирът на се провежда         | Турнирът на се провежда                       |
| 1983          | Турнирът на се провежда         | Турнирът на се провежда         | Турнирът на се провежда                       |
| 1982          | Гилермо Вилас                   | Алехандро Ганзабал              | 6 – 2, 6 – 4                                  |
| 1981          | Иван Лендъл                     | Гилермо Вилас                   | 6 – 2, 6 – 2                                  |
| 1980          | Хосе Луис Клерк                 | Ролф Геринг                     | 6 – 7, 2 – 6, 7 – 5, 6 – 0, 6 – 3             |
| 1979          | Гилермо Вилас                   | Хосе Луис Клерк                 | 6 – 1, 6 – 2, 6 – 1                           |
| 1978          | Хосе Луис Клерк                 | Виктор Пеки                     | 6 – 4, 6 – 4                                  |
| 1977 А        | Гилермо Вилас                   | Хайме Филол                     | 6 – 2, 7 – 5, 3 – 6, 6 – 3                    |
| 1977 Н        | Гилермо Вилас                   | Войтек Фибак                    | 6 – 4, 6 – 3, 6 – 0                           |
| 1976          | Гилермо Вилас                   | Хайме Филол                     | 6 – 2, 6 – 2, 6 – 3                           |
| 1975          | Гилермо Вилас                   | Адриано Паната                  | 6 – 1, 6 – 4, 6 – 4                           |
| 1974          | Гилермо Вилас                   | Мануел Орантес                  | 6 – 3, 0 – 6, 7 – 5, 6 – 2                    |
| 1973          | Гилермо Вилас                   | Бьорн Борг                      | 3 – 6, 6 – 7, 6 – 4, 6 – 6 отказва се         |
| 1972          | Карл Майлер                     | Гилермо Вилас                   | 6 – 7, 2 – 6, 6 – 4, 6 – 4, 6 – 4             |
| 1971          | Желко Франулович                | Илие Настасе                    | 6 – 3, 7 – 6, 6 – 1                           |
| 1970          | Желко Франулович                | Мануел Орантес                  | 6 – 4, 6 – 2, 6 – 0                           |
| 1969          | Франсоа Жофре                   | Желко Франулович                | 3 – 6, 6 – 2, 6 – 4, 6 – 3                    |
| 1968          | Рой Емерсън                     | Род Лейвър                      | 9 – 7, 6 – 4, 6 – 4                           |
| ↑ Оупън ера ↑ |                                 |                                 |                                               |
| 1967          | Клиф Ричи                       | Жозе Едисон Мандарино           | 7 – 5, 6 – 8, 6 – 3, 6 – 3                    |
| 1966          | Клиф Ричи                       | Томас Кох                       | 6 – 3, 6 – 2, 2 – 6, 6 – 0                    |
| 1965          | Никола Пиетранджели             | Клиф Драйсдейл                  | 6 – 8, 6 – 4, 6 – 0, 1 – 6, 7 – 5             |
| 1964          | Чък Маккинли                    | Мануел Сантана                  | 6 – 4, 1 – 6, 4 – 6, 6 – 3, 4 – 5, отказва се |
| 1963          | Никола Пиетранджели             | Роналд Барнс                    | 6 – 2, 4 – 6, 6 – 4, 6 – 3                    |
| 1962          | Ян-Ерик Лундквист               | Патрисио Родригес               | 2 – 6, 6 – 4, 7 – 5, 2 – 6, 6 – 3             |
| 1961          | Пиер Дармон                     | Енрике Мореа                    | 6 – 1, 6 – 1, 6 – 1                           |
| 1960          | Луис Аяла                       | Мануел Сантана                  | 6 – 3, 3 – 6, 6 – 3, 7 – 5, 8 – 6             |
| 1959          | Мануел Сантана                  | Луис Аяла                       | 6 – 2, 7 – 5, 2 – 6, 9 – 7                    |
| 1958          | Марио Ламас                     | Енрике Мореа                    | 6 – 4, 9 – 7, 1 – 6, 6 – 2                    |
| 1957          | Луис Аяла                       | Енрике Мореа                    | 6 – 8, 6 – 4, 6 – 2, 6 – 2                    |
| 1956          | Енрике Мореа                    | Улф Шмид                        | 6 – 2, 6 – 1, 6 – 2                           |
| 1955          | Луис Аяла                       | Артър Ларсен                    | 6 – 2, 6 – 4, 0 – 6, 6 – 0                    |
| 1954          | Енрике Мореа                    | Ярослав Дробни                  | 2 – 6, 6 – 3, 6 – 3, 6 – 0                    |
| 1953          | Ернесто Дела Паолера            | Едуардо Прадо                   | 6 – 2, 6 – 1, 3 – 2, AB.                      |
| 1952          | Ярослав Дробни                  | Енрике Мореа                    | 6 – 8, 6 – 1, 6 – 0, 6 – 2                    |
| 1951          | Енрике Мореа                    | Фаусто Гардини                  | 6 – 3, 6 – 1, 6 – 3                           |
| 1950          | Енрике Мореа                    | Рикардо Балбиерс                | 4 – 6, 3 – 6, 6 – 2, 6 – 1, 6 – 2             |
| 1949          | Енрике Мореа                    | Том Браун                       | 7 – 5, 6 – 3, 6 – 2                           |
| 1948          | Ерик Стърджис                   | Вик Сейшас                      | 6 – 1, 3 – 6, 6 – 3, 6 – 4                    |
| 1947          | Франк Паркър                    | Енрике Мореа                    | 6 – 2, 6 – 4, 6 – 2                           |
| 1946          | Боб Фалкенбург                  | Енрике Мореа                    | 6 – 4, 5 – 7, 6 – 4, 3 – 6, 7 – 5             |
| 1945          | Турнирът за мъже на се провежда | Турнирът за мъже на се провежда | Турнирът за мъже на се провежда               |
| 1944          | Енрике Мореа                    | Хералдо Вайс                    | 6 – 2, 8 – 6, 2 – 6, 1 – 6, 6 – 3             |
| 1943          | Дон Макнил                      | Панчо Сегура                    | 6 – 4, 6 – 1, 5 – 7, 6 – 3                    |
| 1942          | Дон Макнил                      | Андрес Хамърсли                 | 6 – 3, 4 – 6, 6 – 2, 8 – 6                    |
| 1941          | Дон Макнил                      | Джак Креймър                    | 6 – 3, 8 – 6, 0 – 6, 7 – 9, 7 – 5             |
| 1940          | Дон Макнил                      | Елуд Кук                        | 8 – 6, 4 – 6, 6 – 0, 6 – 3                    |
| 1939          | Алехо Ръсел                     | Панчо Сегура                    | 2 – 6, 6 – 3, 4 – 6, 6 – 4, 6 – 1             |
| 1938          | Франьо Пунчец                   | Йосиф Палада                    | 2 – 6, 6 – 4, 7 – 5, 6 – 0                    |
| 1937          | Алсидес Прокопио                | Хектор Катаруца                 | 9 – 11, 6 – 3, 6 – 1, 6 – 3                   |
| 1936          | Турнирът за мъже на се провежда | Турнирът за мъже на се провежда | Турнирът за мъже на се провежда               |
| 1935          | Джорджо де Стефани              | Лусило дел Кастило              | 10 – 8, 10 – 8, 6 – 1                         |
| 1934          | Гилермо Робсън                  | Лусило дел Кастило              | 6 – 1, 6 – 1, 4 – 6, 3 – 6, 6 – 4             |
| 1933          | Гилермо Робсън                  | Адриано Запа                    | 6 – 0, 6 – 3, 6 – 3                           |
| 1932          | Гилермо Робсън                  | Адриано Запа                    | 6 – 1, 6 – 2, 6 – 3                           |
| 1931          | Роналд Бойд                     | Лусило дел Кастило              | 11 – 9, 6 – 4, 6 – 2                          |
| 1930          | Фред Пери                       | Ерик Питърс                     | 6 – 4, 6 – 1, 6 – 0                           |
| 1928          | Роналд Бойд                     | Хуан Карлос Мореа               | 6 – 4, 3 – 6, 6 – 1, 6 – 1                    |
| 1927          | Хуан Карлос Мореа               | Хектор Катаруца                 | 6 – 3, 6 – 3, 4 – 6, 7 – 5                    |

### Двойки
| Година      | Шампиони                         | Финалисти                            | Резултат                 |
| ----------- | -------------------------------- | ------------------------------------ | ------------------------ |
| 2007        | Себастиан Прието Мартин Гарсия   | Рубен Рамирес-Идалго Алберт Монтанес | 6 – 4, 6 – 2             |
| 2006        | Франтишек Чермак Леос Фридл      | Василис Мацаракис Борис Пашански     | 6 – 1, 6 – 2             |
| 2005        | Франтишек Чермак Леос Фридл      | Хосе Акасусо Себастиан Прието        | 6 – 2, 7 – 5             |
| 2004        | Лукас Арнолд Мариано Хууд        | Федерико Браун Диего Веронели        | 7 – 5, 6 – 7(2–7), 6 – 4 |
| 2003        | Мариано Хууд Себастиан Прието    | Лукас Арнолд Давид Налбандян         | 6 – 2, 6 – 2             |
| [2002       | Гастон Етлис Мартин Родригес     | Симон Аспелин Андрю Кратцман         | 3 – 6, 6 – 3, 10 – 4     |
| 2001        | Лукас Арнолд Томас Карбонел      | Мариано Хууд Себастиан Прието        | 5 – 7, 7 – 5, 7 – 6(7–5) |
| 1996 – 2000 | Турнирът не се провежда          | Турнирът не се провежда              | Турнирът не се провежда  |
| 1995        | Винс Спейдиа Кристо Ван Ренсбург | Иржи Новак Давид Рикл                | 6 – 3, 6 – 3             |
| 1994        | Серхио Касал Емилио Санчес       | Томас Карбонел Франсиско Роиг        | 6 – 3, 6 – 2             |
| 1993        | Томас Карбонел Карлос Коста      | Серхио Касал Емилио Санчес           | 6 – 4, 6 – 4             |